# Braamparelmoervlinder
De braamparelmoervlinder (Brenthis daphne) is een vlinder uit de familie Nymphalidae (vossen, parelmoervlinders en weerschijnvlinders). 

## Kenmerken
De voorvleugellengte bedraagt 21 tot 26 millimeter. 

## Verspreiding en leefgebied
De soort komt verspreid over het Palearctisch gebied voor, in Azië en in Europa is de verspreiding lokaal en beperkt tot het zuidelijk deel. De soort kent één jaarlijkse generatie die vliegt van mei tot in augustus. De vlinder vliegt op hoogtes van 100 tot 1800 meter boven zeeniveau langs bosranden en beekhellingen.

## Voorkomen in Nederland en België
De soort is in 2006 voor het eerst waargenomen in België, in het uiterste zuiden van de provincie Luxemburg, en op dezelfde plaatsen ook in 2007 waargenomen. In Vlaanderen werd de soort voor het eerst in 2015 waargenomen, meer bepaald in het Walenbos in Tielt-Winge. In 2017 volgde een tweede waarneming, deze keer in het Grote Netewoud nabij Balen. In Nederland werd deze soort op 2 juli 2011 voor de eerste keer in Zuid-Limburg waargenomen. Het moet nog blijken of deze zich ook in toekomst hier vestigt.

## Waardplanten
De waardplanten van de braamparelmoervlinder zijn braamsoorten en viooltjes. De soort overwintert als ei of soms als jonge rups.